# Nowy Wiączemin
Nowy Wiączemin (dawniej Wiączemin Niemiecki, Deutsch Gensemin) – wieś sołecka w Polsce, położona w województwie mazowieckim, w powiecie płockim, w gminie Słubice.
Do 1945 wieś zamieszkana była przez niemieckojęzycznych mennonitów. W latach 1975–1998 miejscowość administracyjnie należała do województwa płockiego.
Podczas powodzi 23 maja 2010 doszło do przerwania wału przeciwpowodziowego na Wiśle w Świniarach. Cała miejscowość została zalana i ewakuowana. 8 czerwca tego samego roku podczas drugiej fali powodziowej woda ponownie zalała miejscowość.